# Matti Alatalo (Volleyballtrainer)
Matti Alatalo (* 9. August 1995) ist ein finnischer Volleyballtrainer und ehemaliger Spieler.

## Karriere als Spieler
Alatalo spielte von 2013 von 2016 für Perungan Pojat (heute Team Lakkapää). Wegen Verletzungsproblemen beendete er seine Karriere als Spieler bereits im Alter von 20 Jahren und wurde Trainer.

## Karriere als Trainer
Alatalo begann seine Trainerkarriere 2016 bei Napapiirin Palloketut. Dort war er Cheftrainer der ersten Mannschaft und trainierte gleichzeitig den Nachwuchs. 2017 wurde er außerdem Co-Trainer von Lakkapää. Mit der finnischen U17-Nationalmannschaft, die er seit 2018 betreute, erreichte er  bei der Europameisterschaft 2018 den zehnten Platz. In der Saison 2019/20 war Alatalo Co-Trainer des Erstligisten Vammalan Lentopallo. Danach wechselte er zu Karelian Hurmos und wurde damit der jüngste Cheftrainer der finnischen Liga. Dort baute er eine Mannschaft ausschließlich mit finnischen Spielern auf.
2023 wurde Alatalo vom deutschen Bundesligisten SWD Powervolleys Düren als neuer Cheftrainer verpflichtet. Für die Tätigkeit in Deutschland verzichtete er auf den Posten als Co-Trainer der finnischen Nationalmannschaft. Mit Düren erreichte Alatalo in der Saison 2024/24 das Viertelfinale im DVV-Pokal und das Achtelfinale im CEV-Pokal. Ende Dezember 2023 wurde er wegen Problemen zwischen Trainer und Team vorzeitig entlassen.